# Kingmaker
Kingmaker  (en hangul, 킹메이커; romanización revisada del coreano: Kingmeikeo) es una película surcoreana de 2022, coescrita y dirigida por Byun Sung-hyun y protagonizada por Sol Kyung-gu y Lee Sun-kyun.

## Sinopsis
Kingmaker está inspirada en hechos reales: las relaciones entre el presidente Kim Dae-jung y su consejero político Uhm Chang-rok.
En 1961, en Inje, Gangwon-do, el farmacéutico Seo Chang-dae (Lee Sun-kyun) fue testigo de un discurso callejero del político Kim Un-beom (Sol Kyung-gu). Enamorado de la voluntad de Kim Woon-beom de cambiar el mundo, Seo Chang-dae se une a su campaña electoral y la dirige con una ingeniosa estrategia. Aunque tanto los enemigos como los aliados desconfían del método de Seo Chang-dae, que no se preocupa por los medios ni los métodos, este promueve a Kim Un-beom al cargo de candidato presidencial del partido de oposición bajo la creencia de que «para cambiar el mundo, primero debes ganar». A medida que se acerca el día para cambiar el mundo, los dos hombres que tuvieron el mismo sueño se enfrentan a una encrucijada entre el ideal y la realidad.

## Reparto

### Principal
- Sol Kyung-gu como Kim Woon-beom, un político que desafía al mundo para lograr una gran causa, y cree que el propósito y los medios deben estar justificados para poder ganar.[5][6]
- Lee Sun-kyun como Seo Chang-dae, estratega político.[2][7]

### Secundario
- Yoo Jae-myung como Kim Young-ho, rival político de Kim Woon-beom.[8]
- Jo Woo-jin como el director Lee, el estratega electoral del partido gobernante.[9][10][11]
- Park In-hwan como Kang In-san, un jerarca del partido de oposición con ansias de poder.[12][13]
- Lee Hae-young como Lee Han Sang.
- Kim Sung-oh como el secretario Park.[14]
- Jeon Bae-soo como el asistente de Lee.[15][16]
- Seo Eun-soo como Soo-yeon, del personal de apoyo.[17]
- Kim Jong-soo como el presidente.[12]
- Yoon Kyung-ho como el Sr. Kim, político del partido gobernante y director de la Agencia Central de Inteligencia.[18]
- Park Hyung-soo como Jeong-hyeon, el asistente más cercano de Kim Young-ho.[19][20][21]
- Kim Sae-byuk como Myung-sook.[22]
- Jung Woo-hyuk como Jefe del Estado Mayor Conjunto.
- Lee Hwa-ryong como legislador de la oposición.
- Yoon Se-woong como el secretario Kim Woon-beom.
- Son Kyung-won como activista del Nuevo Partido Democrático.
- Yoon Sa-bong como mujer cómica.

### Apariciones especiales
- Bae Jong-ok como Lee Hee-ran, la esposa de Kim Woon-beom.[12]
- Jin Seon-kyu como un granjero.[23][24]
- Kim Joo-ryoung como la profesora Kang.
- Jang In-sub.

## Producción
El director Byun Sung-hyun y el protagonista Sol Kyung-gu habían coincidido ya en The Merciless (2017), así como Kim Sung-oh en un breve papel. Byun también contó con varios de sus colaboradores en esta última: el director de fotografía Jo Hyung-rae, el director artístico Han Ah-reum, el de iluminación Lee Gil-kyu y los compositores Kim Hong-jip y Lee Jin-hee.
El coste de producción de la película fue de unos 12 000 millones de wones.
El rodaje comenzó el 25 de marzo de 2019. Cuatro días después se publicaron imágenes de la lectura del guion, se actualizaba el reparto y se anunciaba que el año de estreno sería 2020. Sin embargo, la epidemia de Covid-19 obligó a sucesivos aplazamientos. Al presentarse la película en diciembre de 2021, la cercanía de las elecciones presidenciales (que debían celebrarse en el sucesivo mes de marzo) aconsejó a los productores que no se mencionara el nombre de Kim Dae-jung como elemento de inspiración para la historia narrada.

## Estreno y recepción
Kingmaker  se estrenó el 26 de enero de 2022, coincidiendo con las fiestas del Año nuevo coreano. En realidad su estreno estaba programado para el 29 de diciembre de 2021, pero las reglas sanitarias impuestas por el gobierno a causa de la epidemia de Covid-19 llevaron a la distribuidora Megabox Central a aplazarlo, como sucedió con muchos otros títulos.
La película fue vista por 783 000 espectadores en 1185 salas, que dejaron una taquilla de 5 817 000 dólares. Quedó en decimoséptima posición por este concepto entre las películas surcoreanas del año 2022.
Kingmaker fue invitada a la «Proyección de medianoche», sección no competitiva del Festival de Cine de Cannes en su septuagésima edición. También fue invitada al 24.º Festival de Cine del Extremo Oriente de Udine.

### Crítica
Choi Young-ju, de No Cut News, escribe que aunque el tema de la película es bastante pesado, el dilema del fin y los medios, la forma ligera en que está tratado lo hace fácil de aprehender. La define como una «película de personajes», no solo los dos protagonistas.

## Premios y candidaturas
| Año  | Premios               | Categoría                            | Candidato                      | Resultado | Ref.                 |
| ---- | --------------------- | ------------------------------------ | ------------------------------ | --------- | -------------------- |
| 2022 | 58.º Baeksang Arts    | Mejor película                       | Kingmaker                      | Nominada  | [ 11 ] [ 39 ] [ 40 ] |
| 2022 | 58.º Baeksang Arts    | Mejor director                       | Byun Sung-Hyun                 | Ganador   | [ 11 ] [ 39 ] [ 40 ] |
| 2022 | 58.º Baeksang Arts    | Mejor actor                          | Sol Kyung-gu                   | Ganador   | [ 11 ] [ 39 ] [ 40 ] |
| 2022 | 58.º Baeksang Arts    | Mejor actor                          | Lee Sun-kyun                   | Nominado  | [ 11 ] [ 39 ] [ 40 ] |
| 2022 | 58.º Baeksang Arts    | Mejor actor de reparto               | Jo Woo-Jin                     | Ganador   | [ 11 ] [ 39 ] [ 40 ] |
| 2022 | 58.º Baeksang Arts    | Mejor guion                          | Byun Sung-Hyun and Kim Min-soo | Nominados | [ 11 ] [ 39 ] [ 40 ] |
| 2022 | 58.º Baeksang Arts    | Mejor fotografía                     | Jo Hyung-rae                   | Nominado  | [ 11 ] [ 39 ] [ 40 ] |
| 2022 | 58.º Baeksang Arts    | Premio técnico (dirección artística) | Han Ah-reum                    | Nominado  | [ 11 ] [ 39 ] [ 40 ] |
| 2022 | Chunsa Film Art 2022  | Mejor director                       | Byun Sung-Hyun                 | Nominado  | [ 41 ]               |
| 2022 | Chunsa Film Art 2022  | Mejor actor                          | Sol Kyung-gu                   | Nominado  | [ 41 ]               |
| 2022 | Chunsa Film Art 2022  | Mejor actor de reparto               | Jo Woo-Jin                     | Nominado  | [ 41 ]               |
| 2022 | 31.º Buil Film        | Mejor director                       | Byun Sung-Hyun                 | Nominado  | [ 42 ]               |
| 2022 | 31.º Buil Film        | Mejor actor                          | Sol Kyung-gu                   | Nominado  | [ 42 ]               |
| 2022 | 31.º Buil Film        | Mejor actor de reparto               | Jo Woo-jin                     | Nominado  | [ 42 ]               |
| 2022 | 43.º Blue Dragon Film | Mejor película                       | Kingmaker                      | Nominada  | [ 43 ]               |
| 2022 | 43.º Blue Dragon Film | Mejor director                       | Byun Sung-hyun                 | Nominado  | [ 43 ]               |
| 2022 | 43.º Blue Dragon Film | Mejor actor                          | Sol Kyung-gu                   | Nominado  | [ 43 ]               |
| 2022 | 43.º Blue Dragon Film | Mejor guion                          | Byun Sung-Hyun, Kim Min-soo    | Nominados | [ 43 ]               |
| 2022 | 43.º Blue Dragon Film | Mejor montaje                        | Kim Sang-beom                  | Nominado  | [ 43 ]               |
| 2022 | 43.º Blue Dragon Film | Mejor fotografía e iluminación       | Jo Hyung-rae, Lee Gil-gyu      | Nominados | [ 43 ]               |
| 2022 | 43.º Blue Dragon Film | Mejor dirección artística            | Han Ah-reum                    | Ganador   | [ 43 ]               |
| 2022 | 58.º Grand Bell       | Mejor película                       | Kingmaker                      | Nominada  | [ 44 ] [ 45 ] [ 46 ] |
| 2022 | 58.º Grand Bell       | Mejor director                       | Byun Sung-hyun                 | Ganador   | [ 44 ] [ 45 ] [ 46 ] |
| 2022 | 58.º Grand Bell       | Mejor actor                          | Sol Kyung-gu                   | Nominado  | [ 44 ] [ 45 ] [ 46 ] |
| 2022 | 58.º Grand Bell       | Mejor actor de reparto               | Jo Woo-Jin                     | Nominado  | [ 44 ] [ 45 ] [ 46 ] |
| 2022 | 58.º Grand Bell       | Mejor guion                          | Byun Sung-Hyun, Kim Min-soo    | Nominados | [ 44 ] [ 45 ] [ 46 ] |
| 2022 | 58.º Grand Bell       | Mejor dirección artística            | Han Ah-reum                    | Nominado  | [ 44 ] [ 45 ] [ 46 ] |
| 2022 | 58.º Grand Bell       | Mejor iluminación                    | Lee Gil-gyu                    | Nominado  | [ 44 ] [ 45 ] [ 46 ] |
| 2022 | 58.º Grand Bell       | Mejor vestuario                      | Jo Hee-ran                     | Nominado  | [ 44 ] [ 45 ] [ 46 ] |